# ولفگانگ کروشمر
ولفگانگ کروشمر (انگلیسی: Wolfgang Krätschmer؛ زادهٔ ۱ ژانویهٔ ۱۹۴۲) فیزیک‌دان، و استاد دانشگاه اهل آلمان است.
ولفگانگ کروشمر در برلین در رشته فیزیک تحصیل کرد. پس از دیپلم، به مؤسسه ماکس پلانک برای فیزیک هسته ای در هایدلبرگ رفت و در سال ۱۹۷۱ دکترای خود را به دست آورد.
او به همراه دانشجوی دکتری خود کنستانتینوس فوستیروپولوس و دونالد هافمن از دانشگاه آریزونا روشی برای سنتز فولرنها تهیه کرد.